# خورخي ألبرتو سوليس
خورخي ألبرتو سوليس (بالإسبانية: Jorge Alberto Solís)‏ هو لاعب كرة قدم ومدرب كرة قدم هندوراسي، ولد في 1935 في هندوراس، وتوفي في 31 مايو 1997 في تيغوسيغالبا في هندوراس. شارك مع منتخب هندوراس لكرة القدم. أما مع النوادي، فقد لعب مع نادي بلاتنسي.

## وصلات خارجية
- خورخي ألبرتو سوليس على موقع الاتحاد الدولي (مؤرشف)  (الإنجليزية)